# Kandyse McClure

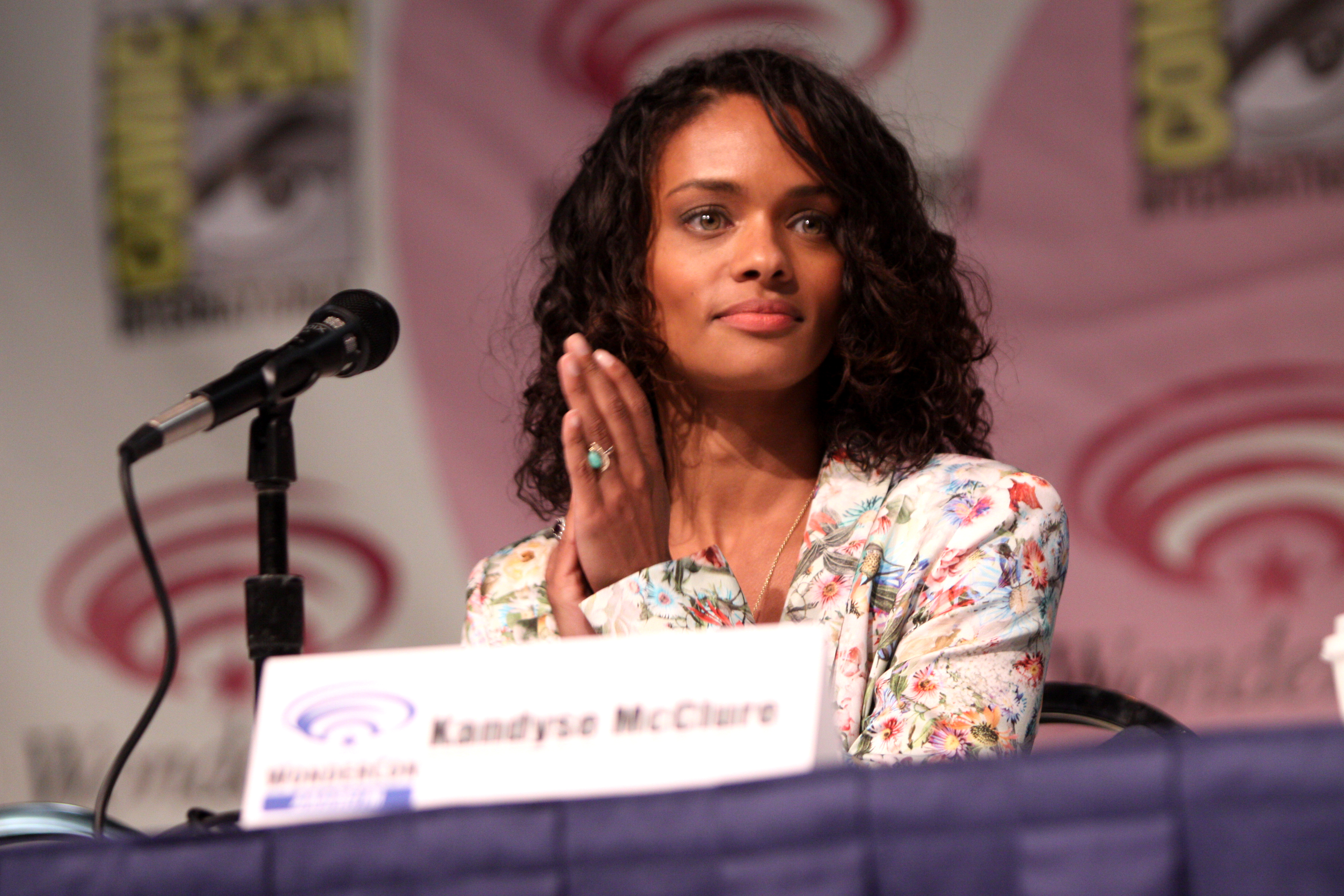
Kandyse McClure (2013)

Kandyse McClure (* 22. März 1980 in Durban; Republik Südafrika, geboren als Candice McClure) ist eine südafrikanisch-kanadische Schauspielerin.

## Leben
Kandyse McClure ist in Durban aufgewachsen und lebt in Vancouver. Nachdem sie 1999 die High School beendet hatte, wollte sie eine medizinische Ausbildung beginnen. Bis sie sich endgültig entschieden hatte, welche Richtung ihr Leben nehmen sollte, arbeitete McClure in Vancouver als Aushilfe. Eine Schauspiellaufbahn zog sie zunächst nicht in Betracht, obwohl sie in ihrer Heimatstadt Durban als Kind oft zum Spaß getanzt, gesungen und sich kostümiert hatte. Ihre Mutter motivierte sie zu einem Vorsprechen für ein Theaterstück beim Vancouver International Fringe Festival; ihre eigene Motivation war, zwischen den beiden Jobs als Serviererin etwas Spaß und Abwechslung zu finden. McClures Rolle in Athol Fugards Valley Song – ein 18-jähriges südafrikanisches Mädchen namens Veronica – schien ihrem Wesen und ihren eigenen Erfahrungen in Südafrika zu entsprechen, weshalb sie sich trotz fehlender schauspielerischer Erfahrung zutraute, im inhaltlich anspruchsvollen Werk des südafrikanischen Schriftstellers mitzuwirken. Die Theaterproduktion war ein Erfolg und jede Vorstellung ausverkauft.

## Film und Fernsehen
Kurz nach der Aufführung von Athol Fugards Valley Song erhielt Kandyse McClure vom Talentsucher Richard Lucas einen Telefonanruf. Einer seiner langjährigen Kunden hatte ihre Darstellung der Veronica gesehen und war so beeindruckt, dass er Lucas bedrängte, McClure unter Vertrag zu nehmen. Obwohl Lucas ihrer fehlenden schauspielerischen Ausbildung wegen Zweifel hatte, folgte er seinem Gespür und wurde ihr Agent. Innerhalb kürzester Zeit hatte sie ihr erstes Vorsprechen für eine Nebenrolle an der Seite von Lou Diamond Phillips im US-amerikanischen Spielfilm In a Class of His Own (1999), einige Monate später eine kleinere Nebenrolle in Romeo Must Die (2000) mit Isaiah Washington und Jet Li.
Um ihre fehlende schauspielerische Ausbildung zu kompensieren, nahm sie jede Gelegenheit zum Sammeln praktischer Erfahrung wahr, und einige Wochen später spielte sie die Hauptrolle der Catherine Ann Cabot im 22-teiligen Jugenddrama Higher Ground (2000) mit Hayden Christensen. Die anhaltend guten Kritiken für ihre darstellerische Leistungen verdrängten die ursprüngliche Absicht einer medizinischen Laufbahn, und McClure wollte sich für möglichst unterschiedliche Rollen qualifizieren können. Dazu belegte sie Kurse an der Lyric School of Acting, beim David Rotenberg’s Professional Actors Lab in Vancouver und beim The Larry Moss Studio in Los Angeles. McClure galt rasch als äußerst diszipliniertes Jungtalent, das unermüdlich übte und jede Gelegenheit nutzte, sich schauspielerisch zu verbessern. Sie ist dankbar, bislang mehrheitlich Rollen starker und intelligenter Frauen verkörpern zu können:

“For these, and all the other roles she has played, Kandyse is always grateful for her good fortunes as a working actor […] and feels honored that her work provides an opportunity to be a voice for strong, intelligent women in the world […] and in the vast space beyond it […] gratitude for a life of such serendipity.”

In kurzer Folge erhielt McClure weitere Angebote, zu Beginn in Fernsehserien des Fox-Network, wie Da Vinci’s Inquest (2000–2005), als wiederkehrender Charakter Elizabeth Munroe im Showtime Endzeit-Seriendrama Jeremiah – Krieger des Donners und als Annie Fisher in Dark Angel sowie eine Hauptrolle im Spielfilm Passion and Prejudice (2001) mit Frances Fisher. Im darauf folgenden Jahr wirkte sie in zwei Thrillern mit: The Master Criminal mit Rob Lowe und Sam Neill sowie L.A. Law – Der Film. Ihre zunehmende Popularität verhalf ihr rasch zu Gastauftritten in Outer Limits – Die unbekannte Dimension, Jake 2.0, Twilight Zone, Andromeda und Smallville. Für ihre Darstellung der Sue Snell im NBC-Remake Carrie (2002) der Stephen King Romanverfilmung erhielt sie durchwegs gute Kritiken und Lob.
In Battlestar Galactica verkörperte Kandyse McClure von 2003 bis 2009 Anastasia Dee Dualla (synchronisiert von Natascha Geisler), eine tragende Nebenrolle (Co-Star) in 63 von insgesamt 73 Folgen. In der Besetzung der originalen Serie Kampfstern Galactica (1978) war der von ihr verkörperte Charakter nicht vorgesehen. Mclure verkörperte in der ABC-Serie Reaper – Ein teuflischer Job in vier Folgen den wiederkehrenden Charakter Cassidy und wirkte in der kanadischen Fernsehserie Sanctuary – Wächter der Kreaturen in einer Gastrolle mit. Die Neuverfilmung von Stephen Kings Kinder des Zorns (Children of the Corn) erhielt positive Kritiken. In Bogotá und Los Angeles wurde der ambitionierte Spielfilm Broken Kingdom (Arbeitstitel: The Disposables respektive Los Desechables) produziert, in dem Kandyse McClure eine Hauptrolle an der Seite von Rachael Leigh Cook und Seymour Cassel spielte. In der ersten Staffel der Netflix-Produktion Hemlock Grove gehörte McClure zur Stammbesetzung.

## Weitere Projekte
McClure unterstützt die gemeinnützigen Institutionen Hoops 4 Hope und Babz Chula Lifeline for Artists Society. Am 23. Mai 2008 moderierte sie die Jubiläumsveranstaltung der Leo Awards in Vancouver. Im Rahmen der Hörbuch-Reihe METAtropolis agiert sie als Erzählerin der Kurzgeschichte „The Red in the Sky is Our Blood“ der Hugo-Preisträgerin Elizabeth Bear.

## Theater
- Der Kaufmann von Venedig, Portia, Park Hill Secondary (High School)
- Valley Song von Athol Fugard, Hauptrolle der Veronica. Vancouver International Fringe Festival ’98, Regie Eric Epstein.[7]

## Filmografie (Auswahl)
- 1999: In a Class of His Own (Fernsehfilm)
- 2000: 2gether (Fernsehfilm)
- 2000: Romeo Must Die
- 2000: Stummer Schrei – Und keiner kann dir helfen (The Spiral Staircase, Fernsehfilm)
- 2000: Higher Ground (Fernsehserie, 22 Episoden)
- 2000: Level 9 (Fernsehserie)
- 2000–2005: Da Vinci’s Inquest (Fernsehserie, 16 Episoden)
- 2001: Spot (See Spot Run)
- 2001: Passion and Prejudice (Fernsehfilm)
- 2001: Return to Cabin by the Lake (Fernsehfilm)
- 2001: Outer Limits – Die unbekannte Dimension (The Outer Limits, Fernsehserie, Episode 7x16)
- 2002: Just Deal (Fernsehserie, Episode 2x03)
- 2002: Mysterious Ways (Fernsehserie, Episode 2x19)
- 2002: Dark Angel (Fernsehserie, 2 Episoden)
- 2002: L.A. Law – Der Film (L.A. Law: The Movie)
- 2002: The Master Criminal (Framed)
- 2002: Jeremiah – Krieger des Donners (Jeremiah, Fernsehserie, 7 Episoden)
- 2002: Carrie (Fernsehfilm)
- 2003: Twilight Zone (The Twilight Zone, Fernsehserie, Episode 1x26)
- 2003: Black Sash (Fernsehserie, 1x02)
- 2003: Hollywood Wives: The New Generation (Jackie Collins’ Hollywood Wives: The New Generation, Fernsehfilm)
- 2003: Battlestar Galactica (Battlestar Galactica: The Miniseries)
- 2003: Jake 2.0 (Fernsehserie, Episode 1x11)
- 2004: Andromeda (Fernsehserie, Episode 4x14)
- 2004–2009: Battlestar Galactica (Fernsehserie, 54 Episoden)
- 2005: Smallville (Fernsehserie, Episode 4x18)
- 2006: Die Geheimnisse von Whistler (Whistler, Fernsehserie, 5 Episoden)
- 2006: Santa Baby
- 2007: Battlestar Galactica: Razor
- 2007–2008: Sanctuary – Wächter der Kreaturen (Sanctuary, Fernsehserie, 2 Episoden)
- 2008: Reaper – Ein teuflischer Job (Reaper, Fernsehserie, 3 Episoden)
- 2009: Cole
- 2009: Stephen Kings Kinder des Zorns (Children of the Corn)
- 2010: Persons Unknown (Fernsehserie, 9 Episoden)
- 2010: Mother’s Day – Mutter ist wieder da (Mother’s Day)
- 2010: Die Liste (The Client List, Fernsehfilm)
- 2012: Sex, God, Rock ‘n Roll with Stuart Davis (Fernsehserie, Episode 2x06)
- 2012: Republic of Doyle – Einsatz für zwei (Republic of Doyle, Fernsehserie, Episode 3x10)
- 2012: Broken Kingdom
- 2012: Aladdin and the Death Lamp (Fernsehfilm)
- 2012: Alphas (Fernsehserie, Episode 2x09)
- 2012: Arctic Air (Fernsehserie, 4 Episoden)
- 2013: Hemlock Grove (Fernsehserie, 10 Episoden)
- 2013: Haven (Fernsehserie, Episode 4x07)
- 2014: Just Be Yourself (Fernsehfilm)
- 2014: Seventh Son
- 2015: Careful What You Wish For
- 2015: Supernatural (Fernsehserie, Episode 11x19)
- 2017–2018: Ghost Wars (Fernsehserie, 9 Episoden)
- 2017–2018: The Good Doctor (Fernsehserie, 2 Episoden)
- 2018: Sew the Winter to My Skin
- 2019: Limetown (Fernsehserie, 4 Episoden)
- 2019: V-Wars (Fernsehserie, 3 Episoden)
- 2020: Liebe garantiert (Love, Guaranteed)
- 2020–2022: Charmed (Fernsehserie, 6 Folgen)
- 2021: Demonic
- 2021: Right in Front of Me (Fernsehfilm)
- 2021: Private Eyes (Fernsehserie, 4 Episoden)
- 2021: The Artist's Way Out (Fernsehserie, 6 Episoden)
- 2021: For the Love of Chocolate (Love and Chocolate, Fernsehfilm)
- 2021: The Flash (Fernsehserie, Episode 8x02)
- 2022: Family Law (Fernsehserie, Episode 2x06)
- 2022: Snowpiercer (Fernsehserie, Episode 3x07)
- 2022: The Imperfects (Fernsehserie, Episode 1x08)
- seit 2023: Virgin River (Fernsehserie)

## Auszeichnungen und Nominierungen
- Leo Award, Nominierung in der Kategorie Beste Nebendarstellerin (Nomination Best Supporting Actress) für den Fernsehfilm Carrie (2002)
- Peabody Awards, Peabody Award for Excellence in Television für Battlestar Galactica[7]